# Rhamnos
Rhamnos, C6H12O5, är en deoximonosackarid, med först söt och sedan bitter smak, och som förekommer i bland annat pektin och xylan. Det kan klassificeras som antingen en metylpentos eller en 6-deoxihexos. Rhamnos förekommer övervägande i naturen i sin L-form som L-rhamnos (6-deoxi-L-mannos). Detta är ovanligt, eftersom de flesta av de naturligt förekommande sockerarterna är i D-form. Undantag är metylpentoserna L-fukos och L-rhamnos och pentos L-arabinos. Men bland exempel på naturligt förekommande D-rhamnos finns vissa arter av bakterier, såsom Pseudomonas aeruginosa och Helicobacter pylori.

## Framställning
Rhamnose kan isoleras från havtorn (Rhamnus), giftsumak och växter i släktet Uncaria. Rhamnos produceras också av mikroalger som tillhör klassen Bacillariophyceae (kiselalger).

## Förekomst
Rhamnos är det mest kända exemplet på så kallade metylpentoser och förekommer naturligt i ett flertal glykosider. Vissa bakterier producerar heteropolysackarider med upp till 30 procent rhamnoshalt.
Rhamnos är vanligtvis bundet till andra sockerarter i naturen. Det är en vanlig glykonkomponent i glykosider från många växter. Rhamnos är också en komponent i det yttre cellmembranet hos syrafasta bakterier i släktet Mycobacterium, där bland annat den organism som orsakar tuberkulos ingår. Naturliga antikroppar mot L-rhamnos finns i humant serum, och majoriteten av människor verkar ha IgM, IgG eller båda dessa typer av immunglobuliner som kan binda denna glykan.

## Användning
Rhamnos används som näringssubstrat. En intressant egenhet hos rhamnos är frånvaron av formaldehydproduktion när den reageras med perjodater i den vicinala diolklyvningsreaktionen, vilket gör det mycket användbart att avlägsna överskott av perjodat i glycerol eller annan vicinal diolanalys, som annars skulle ge färgade blankproblem.